# Christen Jensen Lodberg
Christen Jensen Lodberg (31. oktober 1625 i Todbøl, Lodbjerg Sogn i Thy – 12. juni 1693) var en dansk biskop.
Faderen, Jens Christensen, der var bonde, ville gerne gøre alt, hvad han formåede, for at den begavede drengs lærelyst kunde blive tilfredsstillet, foreløbig efter fattig lejlighed, i det han af stedets præst blev undervist i begyndelsesgrundene til latin.
I sit 11. år kom han i den lille latinskole i Thisted, og han gik, som så mange andre disciple i den tid, fra den ene skole til den anden, fra
Thisted til Viborg, fra Viborg måske til Odense og til sidst til Roskilde Skole, fra hvilken han endelig dimitteredes 1647; men på grund af faderens fattigdom, der blev endnu større ved de ulykker, som krigene påførte selv en så nordlig del af Jylland som Thy, har han mindst én gang måttet forlade bogen for atter at gå bag faderens plov og røgte hans kvæg.
Efter i København at have afsluttet sine teologiske studier og samlet sig nogle penge drog han 1652, til dels hjulpet ved et stipendium, udenlands og
var først i Holland og England; derefter gik han, da hans rejsepenge og øvrige understøttelser var sluppet op, gennem Tyskland og Schweits til Italien. Men der hviler et noget mystisk skær over denne hans udenlandsrejse, på hvilken han et par gange, næppe af krigslyst, men af pengetrang skal have ladet sig hverve til soldat, først i Napoli, hvor han siges at have stiftet bekendtskab med en spansk general, under hvem han tjente 1½ år i den spanske garde, dernæst i Frankrig, hvor han under prinsen af Condés anførsel deltog i belejringen af Arras.
Begge gange blev han af landsmænd, han var så heldig at træffe, løskøbt fra krigerstanden.
Efter sin hjemkomst 1657 tog han magistergraden og holdt ved universitetet filosofiske forelæsninger for et stort antal tilhørere samt udgav nogle fysisk-astronomiske disputatser, blandt hvilke især en, naturligvis latinsk, 'Filosofisk-teologisk undersøgelse om de 2 første vers i Genesis', vakte opmærksomhed.
Efter atter at have været udenlands, som hovmester for en ung adelsmand, blev han 1663 professor ved Sorø ridderlige Akademi, som var i stærkt forfald. 1665 blev han kaldet til hoffet som lærer for kongens søn Prins Jørgen, og kongen, der havde sans for videnskabelighed, skal have fundet så stor fornøjelse i at høre L. undervise prinsen, at han ofte i timevis overværede undervisningen.
Skønt Lodberg 1666 var bleven udnævnt til domprovst i Roskilde, var det dog med det forbehold, at han foreløbig skulle lade sit embede bestyre ved en vikar, mens han selv fremdeles varetog prinsens opdragelse i hjemmet og ledede hans rejse i udlandet, hvor Lodberg fra tidligere dage var godt kendt, både som konfessionarius og som 'journalist'; i denne sidste egenskab overgav han efter hjemkomsten 1670 til prinsen 2 store bind, hvori omtales alt, hvad de af mærkværdigt og skønt havde set på rejsen.
(Dagbogen findes på det Kongelige Bibliotek).
Endelig kom han da således til ro, at han kunne overtage sit embede i Roskilde, men vedblev samtidig at være prinsens konfessionarius.
1671 ægtede han Johanne Eilertz (1649-1714), datter af rådmand Jacob Eilertz i København.
1681 blev han biskop i Ribe og næste år dr. theol. bullatus.
Han virkede til sin død som en nidkær biskop. De påmindelser, han udstedte på landemoderne, viser ham som en årvågen tilsynsmand både over for stiftets menigheder og over for præsterne, såvel med hensyn til deres liv (han forbyder dem f.eks. at 'drikke dus med hinanden på borgestuevis og dutte hinanden i samkvem'), som deres prædikemåde (han dadler en, der havde sammenlignet Treenigheden med en greb eller en trefork) og deres øvrige forhold (han advarer dem mod at lade sig bruge til at bedrage folk ved signen, gjenvisen og indbildte råd mod forgørelse). 'Nogen autoritet har nok klæbet ved ham, sagtens en levning fra krigerperioden', er der sagt om ham.
Han døde i Ribe, men blev jordet i Roskilde Domkirke, og han prises i høje toner både i gravskriften på hans kiste og på ligstenen, hvor han betegnes som 'vir incomparabilis'.
Sønnen Jacob Lodberg blev biskop i Odense.